# Daniel Nestor
Daniel Mark Nestor (ur. 4 września 1972 w Belgradzie) – kanadyjski tenisista pochodzenia jugosłowiańskiego, występujący na światowych kortach od 1991 roku, mistrz ośmiu turniejów wielkoszlemowych w grze podwójnej (2002–2012, Karierowy Wielki Szlem), mistrz Australian Open 2007, 2011, 2014 i Wimbledonu 2013 w grze mieszanej, czterokrotny zwycięzca ATP Finals w grze podwójnej (2007, 2008, 2010, 2011), mistrz olimpijski w grze podwójnej z Sydney (2000), klasyfikowany w rankingu ATP na 58. miejscu w grze pojedynczej (1999) i na 1. miejscu w grze podwójnej (2002), reprezentant Kanady w Pucharze Davisa i na letnich igrzyskach olimpijskich (1996, 2000, 2004, 2008, 2012, 2016).

## Życie prywatne
Podczas French Open 2004 Nestor oświadczył się swojej dziewczynie Natašy Gavrilović. Para zawarła związek małżeński 24 lipca 2005 roku. Ich córka Tiana Alexis przyszła na świat 15 grudnia 2008 roku. Dnia 2 marca 2013 urodziła się im druga córka, Bianca Willow.
Pod koniec 2010 roku został odznaczony Orderem Kanady. W sierpniu 2012 roku został uhonorowany doktoratem honoris causa Uniwersytetu York w Toronto.

## Kariera tenisowa
Nestor to tenisista leworęczny z oburęcznym backhandem.
Karierę tenisową rozpoczął w 1991 roku, skupiając swoje umiejętności na grze podwójnej. W singlu jednym z jego najlepszych wyników była IV runda Wimbledonu z 1999 roku. Najwyżej w klasyfikacji gry pojedynczej był na 58. miejscu pod koniec sierpnia 1999 roku.
Jako deblista Nestor w przeciągu swojej kariery wygrał 91 turniejów rangi ATP World Tour. Do jego największych osiągnięć zalicza się zwycięstwo w ośmiu turniejach wielkoszlemowych oraz czterech turniejach ATP Finals. Ponadto Kanadyjczyk przegrał 60 finałów rozgrywek ATP World Tour, w tym dziewięć wielkoszlemowych i dwa ATP Finals. W połowie sierpnia 2002 roku Nestor został sklasyfikowany na pozycji lidera rankingu deblowego.
W grze mieszanej Kanadyjczyk wygrał trzykrotnie rywalizację w Australian Open, wspólnie z Jeleną Lichowcewą w 2007 roku, w 2011 z Katariną Srebotnik i w 2014 roku z Kristiną Mladenovic, a także jeden raz odniósł triumf na kortach Wimbledonu, razem z Mladenovic w 2013 roku. Dodatkowo Nestor był finalistą pięciu turniejów wielkoszlemowych w mikście.
Daniel Nestor był regularnym reprezentantem Kanady w Pucharze Davisa. Debiutował w styczniu 1992 roku w spotkaniu grupy światowej (najwyższej klasy rozgrywek pucharowych) ze Szwecją i pokonał Stefana Edberga. Zwycięstwo to nie wystarczyło jednak Kanadzie do pokonania Szwedów, niepowodzeniem zakończyła się także późniejsza rywalizacja o zachowanie miejsca w grupie światowej z Austrią. Inne zwycięstwo singlowe Nestora w meczach Pucharu Davisa miało miejsce we wrześniu 2003, kiedy Kanadyjczyk pokonał byłego lidera rankingu światowego, Gustava Kuertena, przyczyniając się do odzyskania przez Kanadę miejsca w elicie zawodów. Łącznie w latach 1992–2018 Nestor wystąpił w 76 meczach międzypaństwowych, odnosząc 48 zwycięstw i ponosząc 28 porażek. Wraz z Frédérikiem Niemeyerem stanowił najskuteczniejszą parę deblową w historii występów Kanady w Pucharze Davisa.
Nestor reprezentował również Kanadę na sześciu igrzyskach olimpijskich. Startował w Atlancie (1996), Sydney (2000), Atenach (2004), Pekinie (2008), Londynie (2012) i Rio de Janeiro (2016). Podczas rywalizacji w Sydney Nestor doszedł do finału debla, występując w parze z Sébastienem Lareau. Pojedynek finałowy Kanadyjczycy wygrali z Australijczykami Toddem Woodbridge i Markiem Woodforde.

### Finały w turniejach ATP World Tour
| Legenda                                      |
| -------------------------------------------- |
| Wielki Szlem                                 |
| Igrzyska olimpijskie                         |
| Tennis Masters Cup / ATP Finals              |
| ATP Masters Series / ATP Tour Masters 1000   |
| ATP International Series Gold / ATP Tour 500 |
| ATP International Series / ATP Tour 250      |

#### Gra mieszana (4–5)
| Końcowy wynik | Nr | Data             | Turniej                    | Nawierzchnia | Partnerka           | Przeciwnicy                       | Wynik finału   |
| ------------- | -- | ---------------- | -------------------------- | ------------ | ------------------- | --------------------------------- | -------------- |
| Finalista     | 1. | 7 września 2003  | US Open, Nowy Jork         | Twarda       | Lina Krasnorucka    | Katarina Srebotnik Bob Bryan      | 7:5, 5:7, 5–10 |
| Finalista     | 2. | 28 stycznia 2006 | Australian Open, Melbourne | Twarda       | Jelena Lichowcewa   | Martina Hingis Mahesh Bhupathi    | 3:6, 3:6       |
| Finalista     | 3. | 11 czerwca 2006  | French Open, Paryż         | Ceglana      | Jelena Lichowcewa   | Katarina Srebotnik Nenad Zimonjić | 3:6, 4:6       |
| Zwycięzca     | 1. | 27 stycznia 2007 | Australian Open, Melbourne | Twarda       | Jelena Lichowcewa   | Wiktoryja Azaranka Maks Mirny     | 6:4, 6:4       |
| Zwycięzca     | 2. | 29 stycznia 2011 | Australian Open, Melbourne | Twarda       | Katarina Srebotnik  | Chan Yung-jan Paul Hanley         | 6:3, 3:6, 10–7 |
| Finalista     | 4. | 6 czerwca 2013   | French Open, Paryż         | Ceglana      | Kristina Mladenovic | Lucie Hradecká František Čermák   | 6:1, 4:6, 6–10 |
| Zwycięzca     | 3. | 7 lipca 2013     | Wimbledon, Londyn          | Trawiasta    | Kristina Mladenovic | Lisa Raymond Bruno Soares         | 5:7, 6:2, 8:6  |
| Zwycięzca     | 4. | 26 stycznia 2014 | Australian Open, Melbourne | Twarda       | Kristina Mladenovic | Sania Mirza Horia Tecău           | 6:3, 6:2       |
| Finalista     | 5. | 1 lutego 2015    | Australian Open, Melbourne | Twarda       | Kristina Mladenovic | Martina Hingis Leander Paes       | 4:6, 3:6       |

#### Gra podwójna (91–60)
| Końcowy wynik | Nr  | Data                 | Turniej                    | Nawierzchnia    | Partner                | Przeciwnicy                          | Wynik finału                |
| ------------- | --- | -------------------- | -------------------------- | --------------- | ---------------------- | ------------------------------------ | --------------------------- |
| Zwycięzca     | 1.  | 18 września 1994     | Bogota                     | Ceglana         | Mark Knowles           | Murphy Jensen Luke Jensen            | 6:4, 7:6                    |
| Finalista     | 1.  | 28 stycznia 1995     | Australian Open, Melbourne | Twarda          | Mark Knowles           | Jared Palmer Richey Reneberg         | 3:6, 6:3, 3:6, 2:6          |
| Finalista     | 2.  | 13 sierpnia 1995     | Cincinnati                 | Twarda          | Mark Knowles           | Todd Woodbridge Mark Woodforde       | 2:6, 0:3 krecz              |
| Zwycięzca     | 2.  | 21 sierpnia 1995     | Indianapolis               | Twarda          | Mark Knowles           | Scott Davis Todd Martin              | 6:4, 6:4                    |
| Zwycięzca     | 3.  | 7 stycznia 1996      | Ad-Dauha                   | Twarda          | Mark Knowles           | Jacco Eltingh Paul Haarhuis          | 7:6, 6:3                    |
| Zwycięzca     | 4.  | 4 lutego 1996        | Memphis                    | Twarda (hala)   | Mark Knowles           | Todd Woodbridge Mark Woodforde       | 6:4, 7:5                    |
| Zwycięzca     | 5.  | 12 maja 1996         | Hamburg                    | Ceglana         | Mark Knowles           | Guy Forget Jakob Hlasek              | 6:2, 6:4                    |
| Finalista     | 3.  | 16 czerwca 1996      | Rosmalen                   | Trawiasta       | Anders Järryd          | Paul Kilderry Pavel Vízner           | 5:7, 3:6                    |
| Zwycięzca     | 6.  | 11 sierpnia 1996     | Cincinnati                 | Twarda          | Mark Knowles           | Sandon Stolle Cyril Suk              | 3:6, 6:3, 6:4               |
| Finalista     | 4.  | 25 sierpnia 1996     | Toronto                    | Twarda          | Mark Knowles           | Patrick Galbraith Paul Haarhuis      | 6:7, 3:6                    |
| Finalista     | 5.  | 16 lutego 1997       | San Jose                   | Twarda (hala)   | Mark Knowles           | Brian MacPhie Gary Muller            | 6:4, 6:7, 5:7               |
| Zwycięzca     | 7.  | 16 marca 1997        | Indian Wells               | Twarda          | Mark Knowles           | Mark Philippoussis Patrick Rafter    | 7:6, 4:6, 7:5               |
| Finalista     | 6.  | 23 marca 1997        | Miami                      | Twarda          | Mark Knowles           | Todd Woodbridge Mark Woodforde       | 6:7, 6:7                    |
| Zwycięzca     | 8.  | 18 maja 1997         | Rzym                       | Ceglana         | Mark Knowles           | Byron Black Alex O’Brien             | 6:3, 4:6, 7:5               |
| Finalista     | 7.  | 18 stycznia 1998     | Sydney                     | Twarda          | Jacco Eltingh          | Todd Woodbridge Mark Woodforde       | 3:6, 5:7                    |
| Zwycięzca     | 9.  | 19 kwietnia 1998     | Tokio                      | Twarda          | Sébastien Lareau       | Olivier Delaître Stefano Pescosolido | 6:3, 6:4                    |
| Finalista     | 8.  | 6 czerwca 1998       | French Open, Paryż         | Ceglana         | Mark Knowles           | Jacco Eltingh Paul Haarhuis          | 3:6, 6:3, 3:6               |
| Finalista     | 9.  | 21 czerwca 1998      | Nottingham                 | Trawiasta       | Sébastien Lareau       | Justin Gimelstob Byron Talbot        | 5:7, 7:6, 4:6               |
| Zwycięzca     | 10. | 17 sierpnia 1998     | Cincinnati                 | Twarda          | Mark Knowles           | Olivier Delaître Fabrice Santoro     | 6:1, 2:1 krecz              |
| Finalista     | 10. | 23 sierpnia 1998     | Indianapolis               | Twarda          | Mark Knowles           | Jiří Novák David Rikl                | 2:6, 6:7                    |
| Finalista     | 11. | 11 września 1998     | US Open, Nowy Jork         | Twarda          | Mark Knowles           | Sandon Stolle Cyril Suk              | 6:4, 6:7, 2:6               |
| Finalista     | 12. | 22 listopada 1998    | Hartford                   | Dywanowa (hala) | Mark Knowles           | Jacco Eltingh Paul Haarhuis          | 4:6, 2:6, 5:7               |
| Zwycięzca     | 11. | 17 stycznia 1999     | Sydney                     | Twarda          | Sébastien Lareau       | Patrick Galbraith Paul Haarhuis      | 6:3, 6:4                    |
| Zwycięzca     | 12. | 10 października 1999 | Szanghaj                   | Twarda          | Sébastien Lareau       | Todd Woodbridge Mark Woodforde       | 7:5, 6:3                    |
| Zwycięzca     | 13. | 6 sierpnia 2000      | Toronto                    | Twarda          | Sébastien Lareau       | Joshua Eagle Andrew Florent          | 6:3, 7:6(3)                 |
| Zwycięzca     | 14. | 1 października 2000  | Sydney                     | Twarda          | Sébastien Lareau       | Todd Woodbridge Mark Woodforde       | 5:7, 6:3, 6:4, 7:6(2)       |
| Zwycięzca     | 15. | 12 listopada 2000    | Petersburg                 | Twarda (hala)   | Kevin Ullyett          | Thomas Shimada Myles Wakefield       | 7:6(5), 7:5                 |
| Finalista     | 13. | 19 listopada 2000    | Paryż                      | Dywanowa (hala) | Paul Haarhuis          | Nicklas Kulti Maks Mirny             | 4:6, 5:7                    |
| Zwycięzca     | 16. | 26 listopada 2000    | Sztokholm                  | Twarda (hala)   | Mark Knowles           | Petr Pála Pavel Vízner               | 6:3, 6:2                    |
| Zwycięzca     | 17. | 7 stycznia 2001      | Ad-Dauha                   | Twarda          | Mark Knowles           | Juan Balcells Andriej Olchowski      | 6:3, 6:1                    |
| Zwycięzca     | 18. | 14 stycznia 2001     | Sydney                     | Twarda          | Sandon Stolle          | Jonas Björkman Todd Woodbridge       | 2:6, 7:6(4), 7:6(5)         |
| Finalista     | 14. | 4 marca 2001         | Dubaj                      | Twarda          | Nenad Zimonjić         | Joshua Eagle Sandon Stolle           | 4:6, 4:6                    |
| Finalista     | 15. | 13 maja 2001         | Rzym                       | Ceglana         | Sandon Stolle          | Wayne Ferreira Jewgienij Kafielnikow | 4:6, 6:7(6)                 |
| Finalista     | 16. | 20 maja 2001         | Hamburg                    | Ceglana         | Sandon Stolle          | Jonas Björkman Todd Woodbridge       | 6:7(2), 6:3, 3:6            |
| Zwycięzca     | 19. | 17 czerwca 2001      | Halle                      | Trawiasta       | Sandon Stolle          | Maks Mirny Patrick Rafter            | 6:4, 6:7(5), 6:1            |
| Zwycięzca     | 20. | 14 października 2001 | Lyon                       | Dywanowa (hala) | Nenad Zimonjić         | Arnaud Clément Sébastien Grosjean    | 6:1, 6:2                    |
| Zwycięzca     | 21. | 26 stycznia 2002     | Australian Open, Melbourne | Twarda          | Mark Knowles           | Michaël Llodra Fabrice Santoro       | 7:6(4), 6:3                 |
| Finalista     | 17. | 24 lutego 2002       | Rotterdam                  | Twarda (hala)   | Mark Knowles           | Roger Federer Maks Mirny             | 6:4, 3:6, 4–10              |
| Zwycięzca     | 22. | 3 marca 2002         | Dubaj                      | Twarda          | Mark Knowles           | Joshua Eagle Sandon Stolle           | 3:6, 6:3, 13–11             |
| Finalista     | 18. | 10 marca 2002        | Scottsdale                 | Twarda          | Mark Knowles           | Bob Bryan Mike Bryan                 | 5:7, 6:7(6)                 |
| Zwycięzca     | 23. | 17 marca 2002        | Indian Wells               | Twarda          | Mark Knowles           | Roger Federer Maks Mirny             | 6:4, 6:4                    |
| Zwycięzca     | 24. | 31 marca 2002        | Miami                      | Twarda          | Mark Knowles           | Donald Johnson Jared Palmer          | 6:3, 3:6, 6:1               |
| Finalista     | 19. | 8 czerwca 2002       | French Open, Paryż         | Ceglana         | Mark Knowles           | Paul Haarhuis Jewgienij Kafielnikow  | 5:7, 4:6                    |
| Finalista     | 20. | 6 lipca 2002         | Wimbledon, Londyn          | Trawiasta       | Mark Knowles           | Jonas Björkman Todd Woodbridge       | 1:6, 2:6, 7:6(7), 5:7       |
| Finalista     | 21. | 4 sierpnia 2002      | Toronto                    | Twarda          | Mark Knowles           | Bob Bryan Mike Bryan                 | 6:4, 6:7(1), 3:6            |
| Zwycięzca     | 25. | 18 sierpnia 2002     | Indianapolis               | Twarda          | Mark Knowles           | Mahesh Bhupathi Maks Mirny           | 7:6(4), 6:7(5), 6:4         |
| Finalista     | 22. | 13 października 2002 | Lyon                       | Dywanowa (hala) | Mark Knowles           | Wayne Black Kevin Ullyett            | 4:6, 6:3, 6:7(3)            |
| Zwycięzca     | 26. | 20 października 2002 | Madryt                     | Twarda (hala)   | Mark Knowles           | Mahesh Bhupathi Maks Mirny           | 6:3, 7:5, 6:0               |
| Finalista     | 23. | 27 października 2002 | Bazylea                    | Dywanowa (hala) | Mark Knowles           | Bob Bryan Mike Bryan                 | 6:7(1), 5:7                 |
| Finalista     | 24. | 5 stycznia 2003      | Ad-Dauha                   | Twarda          | Mark Knowles           | Martin Damm Cyril Suk                | 4:6, 6:7(8)                 |
| Finalista     | 25. | 25 stycznia 2003     | Australian Open, Melbourne | Twarda          | Mark Knowles           | Michaël Llodra Fabrice Santoro       | 4:6, 6:3, 3:6               |
| Zwycięzca     | 27. | 23 lutego 2003       | Memphis                    | Twarda (hala)   | Mark Knowles           | Bob Bryan Mike Bryan                 | 6:2, 7:6(3)                 |
| Zwycięzca     | 28. | 2 marca 2003         | Acapulco                   | Ceglana         | Mark Knowles           | David Ferrer Fernando Vicente        | 6:3, 6:3                    |
| Zwycięzca     | 29. | 27 kwietnia 2003     | Houston                    | Ceglana         | Mark Knowles           | Jan-Michael Gambill Graydon Oliver   | 6:4, 6:3                    |
| Zwycięzca     | 30. | 18 maja 2003         | Hamburg                    | Ceglana         | Mark Knowles           | Mahesh Bhupathi Maks Mirny           | 6:4, 7:6(10)                |
| Zwycięzca     | 31. | 15 czerwca 2003      | Londyn (Queen’s)           | Trawiasta       | Mark Knowles           | Mahesh Bhupathi Maks Mirny           | 5:7, 6:4, 7:6(3)            |
| Zwycięzca     | 32. | 26 października 2003 | Bazylea                    | Dywanowa (hala) | Mark Knowles           | Lucas Arnold Ker Mariano Hood        | 6:4, 6:2                    |
| Zwycięzca     | 33. | 29 lutego 2004       | Marsylia                   | Twarda (hala)   | Mark Knowles           | Martin Damm Cyril Suk                | 7:5, 6:3                    |
| Zwycięzca     | 34. | 2 maja 2004          | Barcelona                  | Ceglana         | Mark Knowles           | Mariano Hood Sebastián Prieto        | 4:6, 6:3, 6:4               |
| Finalista     | 26. | 13 czerwca 2004      | Londyn (Queen’s)           | Trawiasta       | Mark Knowles           | Bob Bryan Mike Bryan                 | 4:6, 4:6                    |
| Zwycięzca     | 35. | 8 sierpnia 2004      | Cincinnati                 | Twarda          | Mark Knowles           | Jonas Björkman Todd Woodbridge       | 6:2, 3:6, 6:3               |
| Zwycięzca     | 36. | 5 września 2004      | US Open, Nowy Jork         | Twarda          | Mark Knowles           | Leander Paes David Rikl              | 6:3, 6:3                    |
| Zwycięzca     | 37. | 24 października 2004 | Madryt                     | Twarda (hala)   | Mark Knowles           | Bob Bryan Mike Bryan                 | 6:3, 6:4                    |
| Finalista     | 27. | 13 lutego 2005       | Marsylia                   | Twarda (hala)   | Mark Knowles           | Martin Damm Radek Štěpánek           | 6:7(4), 6:7(5)              |
| Zwycięzca     | 38. | 20 marca 2005        | Indian Wells               | Twarda          | Mark Knowles           | Wayne Arthurs Paul Hanley            | 7:6(6), 7:6(2)              |
| Zwycięzca     | 39. | 24 kwietnia 2005     | Houston                    | Ceglana         | Mark Knowles           | Martín García Luis Horna             | 6:3, 6:4                    |
| Zwycięzca     | 40. | 16 października 2005 | Wiedeń                     | Twarda (hala)   | Mark Knowles           | Jonatan Erlich Andy Ram              | 5:3, 5:4(2)                 |
| Zwycięzca     | 41. | 23 października 2005 | Madryt                     | Twarda (hala)   | Mark Knowles           | Leander Paes Nenad Zimonjić          | 3:6, 6:3, 6:2               |
| Finalista     | 28. | 6 listopada 2005     | Paryż                      | Dywanowa (hala) | Mark Knowles           | Bob Bryan Mike Bryan                 | 4:6, 7:6(3), 4:6            |
| Zwycięzca     | 42. | 5 lutego 2006        | Delray Beach               | Twarda          | Mark Knowles           | Chris Haggard Wesley Moodie          | 6:2, 6:3                    |
| Finalista     | 29. | 19 lutego 2006       | Marsylia                   | Twarda (hala)   | Mark Knowles           | Martin Damm Radek Štěpánek           | 2:6, 7:6(4), 3–10           |
| Finalista     | 30. | 5 marca 2006         | Dubaj                      | Twarda          | Mark Knowles           | Paul Hanley Kevin Ullyett            | 6:1, 2:6, 1–10              |
| Zwycięzca     | 43. | 19 marca 2006        | Indian Wells               | Twarda          | Mark Knowles           | Bob Bryan Mike Bryan                 | 6:4, 6:4                    |
| Zwycięzca     | 44. | 30 kwietnia 2006     | Barcelona                  | Ceglana         | Mark Knowles           | Mariusz Fyrstenberg Marcin Matkowski | 6:2, 6:7(4), 10–5           |
| Zwycięzca     | 45. | 14 maja 2006         | Rzym                       | Ceglana         | Mark Knowles           | Jonatan Erlich Andy Ram              | 6:4, 5:7, 13–11             |
| Finalista     | 31. | 22 maja 2006         | Hamburg                    | Ceglana         | Mark Knowles           | Paul Hanley Kevin Ullyett            | 2:6, 6:7(8)                 |
| Finalista     | 32. | 22 października 2006 | Madryt                     | Twarda (hala)   | Mark Knowles           | Bob Bryan Mike Bryan                 | 5:7, 4:6                    |
| Zwycięzca     | 46. | 29 października 2006 | Bazylea                    | Dywanowa (hala) | Mark Knowles           | Mariusz Fyrstenberg Marcin Matkowski | 4:6, 6:4, 10–8              |
| Finalista     | 33. | 19 listopada 2006    | Szanghaj                   | Twarda (hala)   | Mark Knowles           | Jonas Björkman Maks Mirny            | 2:6, 4:6                    |
| Finalista     | 34. | 14 stycznia 2007     | Sydney                     | Twarda          | Mark Knowles           | Paul Hanley Kevin Ullyett            | 4:6, 7:6(3), 6–10           |
| Finalista     | 35. | 18 lutego 2007       | Marsylia                   | Twarda (hala)   | Mark Knowles           | Arnaud Clément Michaël Llodra        | 5:7, 6:4, 8–10              |
| Finalista     | 36. | 15 kwietnia 2007     | Houston                    | Ceglana         | Mark Knowles           | Bob Bryan Mike Bryan                 | 6:7(3), 4:6                 |
| Zwycięzca     | 47. | 9 czerwca 2007       | French Open, Paryż         | Ceglana         | Mark Knowles           | Lukáš Dlouhý Pavel Vízner            | 2:6, 6:3, 6:4               |
| Zwycięzca     | 48. | 17 czerwca 2007      | Londyn (Queen’s)           | Trawiasta       | Mark Knowles           | Bob Bryan Mike Bryan                 | 7:6(4), 7:5                 |
| Zwycięzca     | 49. | 28 października 2007 | Petersburg                 | Dywanowa (hala) | Nenad Zimonjić         | Jürgen Melzer Todd Perry             | 6:1, 7:6(3)                 |
| Finalista     | 37. | 4 listopada 2007     | Paryż                      | Twarda (hala)   | Nenad Zimonjić         | Bob Bryan Mike Bryan                 | 3:6, 6:7(4)                 |
| Zwycięzca     | 50. | 18 listopada 2007    | Szanghaj                   | Twarda (hala)   | Mark Knowles           | Simon Aspelin Julian Knowle          | 6:2, 6:3                    |
| Finalista     | 38. | 23 marca 2008        | Indian Wells               | Twarda          | Nenad Zimonjić         | Jonatan Erlich Andy Ram              | 4:6, 4:6                    |
| Finalista     | 39. | 11 maja 2008         | Rzym                       | Ceglana         | Nenad Zimonjić         | Bob Bryan Mike Bryan                 | 6:3, 4:6, 8–10              |
| Zwycięzca     | 51. | 18 maja 2008         | Hamburg                    | Ceglana         | Nenad Zimonjić         | Bob Bryan Mike Bryan                 | 6:4, 5:7, 10–8              |
| Finalista     | 40. | 8 czerwca 2008       | French Open, Paryż         | Ceglana         | Nenad Zimonjić         | Pablo Cuevas Luis Horna              | 2:6, 3:6                    |
| Zwycięzca     | 52. | 15 czerwca 2008      | Londyn (Queen’s)           | Trawiasta       | Nenad Zimonjić         | Marcelo Melo André Sá                | 6:4, 7:6(3)                 |
| Zwycięzca     | 53. | 6 lipca 2008         | Wimbledon, Londyn          | Trawiasta       | Nenad Zimonjić         | Jonas Björkman Kevin Ullyett         | 7:6(12), 6:7(3), 6:3, 6:3   |
| Zwycięzca     | 54. | 27 lipca 2008        | Toronto                    | Twarda          | Nenad Zimonjić         | Bob Bryan Mike Bryan                 | 6:2, 4:6, 10–6              |
| Zwycięzca     | 55. | 16 listopada 2008    | Szanghaj                   | Twarda (hala)   | Nenad Zimonjić         | Bob Bryan Mike Bryan                 | 7:6(3), 6:2                 |
| Finalista     | 41. | 11 stycznia 2009     | Ad-Dauha                   | Twarda          | Nenad Zimonjić         | Marc López Rafael Nadal              | 6:4, 4:6, 8–10              |
| Finalista     | 42. | 18 stycznia 2009     | Sydney                     | Twarda          | Nenad Zimonjić         | Bob Bryan Mike Bryan                 | 1:6, 6:7(3)                 |
| Zwycięzca     | 56. | 15 lutego 2009       | Rotterdam                  | Twarda (hala)   | Nenad Zimonjić         | Lukáš Dlouhý Leander Paes            | 6:2, 7:5                    |
| Zwycięzca     | 57. | 19 kwietnia 2009     | Monte Carlo                | Ceglana         | Nenad Zimonjić         | Bob Bryan Mike Bryan                 | 6:4, 6:1                    |
| Zwycięzca     | 58. | 26 kwietnia 2009     | Barcelona                  | Ceglana         | Nenad Zimonjić         | Mahesh Bhupathi Mark Knowles         | 6:3, 7:6(9)                 |
| Zwycięzca     | 59. | 3 maja 2009          | Rzym                       | Ceglana         | Nenad Zimonjić         | Bob Bryan Mike Bryan                 | 7:6(5), 6:3                 |
| Zwycięzca     | 60. | 17 maja 2009         | Madryt                     | Ceglana         | Nenad Zimonjić         | Simon Aspelin Wesley Moodie          | 6:4, 6:4                    |
| Zwycięzca     | 61. | 5 lipca 2009         | Wimbledon, Londyn          | Trawiasta       | Nenad Zimonjić         | Bob Bryan Mike Bryan                 | 7:6(7), 6:7(3), 7:6(3), 6:3 |
| Zwycięzca     | 62. | 23 sierpnia 2009     | Cincinnati                 | Twarda          | Nenad Zimonjić         | Bob Bryan Mike Bryan                 | 3:6, 7:6(2), 15–13          |
| Zwycięzca     | 63. | 8 listopada 2009     | Bazylea                    | Twarda (hala)   | Nenad Zimonjić         | Bob Bryan Mike Bryan                 | 6:2, 6:3                    |
| Zwycięzca     | 64. | 15 listopada 2009    | Paryż                      | Twarda (hala)   | Nenad Zimonjić         | Marcel Granollers Tommy Robredo      | 6:3, 6:4                    |
| Zwycięzca     | 65. | 16 stycznia 2010     | Sydney                     | Twarda          | Nenad Zimonjić         | Ross Hutchins Jordan Kerr            | 6:3, 7:6(5)                 |
| Finalista     | 43. | 31 stycznia 2010     | Australian Open, Melbourne | Twarda          | Nenad Zimonjić         | Bob Bryan Mike Bryan                 | 3:6, 7:6(5), 3:6            |
| Zwycięzca     | 66. | 14 lutego 2010       | Rotterdam                  | Twarda (hala)   | Nenad Zimonjić         | Simon Aspelin Paul Hanley            | 6:4, 4:6, 10–7              |
| Finalista     | 44. | 21 marca 2010        | Indian Wells               | Twarda          | Nenad Zimonjić         | Marc López Rafael Nadal              | 6:7(8), 3:6                 |
| Zwycięzca     | 67. | 18 kwietnia 2010     | Monte Carlo                | Ceglana         | Nenad Zimonjić         | Mahesh Bhupathi Maks Mirny           | 6:3, 2:0 krecz              |
| Zwycięzca     | 68. | 25 kwietnia 2010     | Barcelona                  | Ceglana         | Nenad Zimonjić         | Lleyton Hewitt Mark Knowles          | 4:6, 6:3, 10–6              |
| Finalista     | 45. | 16 maja 2010         | Madryt                     | Ceglana         | Nenad Zimonjić         | Bob Bryan Mike Bryan                 | 3:6, 4:6                    |
| Zwycięzca     | 69. | 6 czerwca 2010       | French Open, Paryż         | Ceglana         | Nenad Zimonjić         | Lukáš Dlouhý Leander Paes            | 7:5, 6:2                    |
| Zwycięzca     | 70. | 31 października 2010 | Wiedeń                     | Twarda (hala)   | Nenad Zimonjić         | Mariusz Fyrstenberg Marcin Matkowski | 7:5, 3:6, 10–5              |
| Finalista     | 46. | 7 listopada 2010     | Bazylea                    | Twarda (hala)   | Nenad Zimonjić         | Bob Bryan Mike Bryan                 | 3:6, 6:3, 3–10              |
| Zwycięzca     | 71. | 28 listopada 2010    | Londyn                     | Twarda (hala)   | Nenad Zimonjić         | Mahesh Bhupathi Maks Mirny           | 7:6(6), 6:4                 |
| Zwycięzca     | 72. | 20 lutego 2011       | Memphis                    | Twarda (hala)   | Maks Mirny             | Eric Butorac Jean-Julien Rojer       | 6:2, 6:7(6), 10–3           |
| Finalista     | 47. | 3 kwietnia 2011      | Miami                      | Twarda          | Maks Mirny             | Mahesh Bhupathi Leander Paes         | 7:6(5), 2:6, 5–10           |
| Zwycięzca     | 73. | 4 czerwca 2011       | French Open, Paryż         | Ceglana         | Maks Mirny             | Juan Sebastián Cabal Eduardo Schwank | 7:6(3), 3:6, 6:4            |
| Zwycięzca     | 74. | 16 października 2011 | Szanghaj                   | Twarda          | Maks Mirny             | Michaël Llodra Nenad Zimonjić        | 3:6, 6:1, 12–10             |
| Finalista     | 48. | 30 października 2011 | Wiedeń                     | Twarda (hala)   | Maks Mirny             | Bob Bryan Mike Bryan                 | 6:7(10), 3:6                |
| Finalista     | 49. | 6 listopada 2011     | Bazylea                    | Twarda (hala)   | Maks Mirny             | Michaël Llodra Nenad Zimonjić        | 4:6, 5:7                    |
| Zwycięzca     | 75. | 27 listopada 2011    | Londyn                     | Twarda (hala)   | Maks Mirny             | Mariusz Fyrstenberg Marcin Matkowski | 7:5, 6:3                    |
| Zwycięzca     | 76. | 8 stycznia 2012      | Brisbane                   | Twarda          | Maks Mirny             | Jürgen Melzer Philipp Petzschner     | 6:1, 6:2                    |
| Zwycięzca     | 77. | 26 lutego 2012       | Memphis                    | Twarda (hala)   | Maks Mirny             | Ivan Dodig Marcelo Melo              | 4:6, 7:5, 10–7              |
| Finalista     | 50. | 1 kwietnia 2012      | Miami                      | Twarda          | Maks Mirny             | Leander Paes Radek Štěpánek          | 6:3, 1:6, 8–10              |
| Finalista     | 51. | 22 kwietnia 2012     | Monte Carlo                | Ceglana         | Maks Mirny             | Bob Bryan Mike Bryan                 | 2:6, 3:6                    |
| Zwycięzca     | 78. | 9 czerwca 2012       | French Open, Paryż         | Ceglana         | Maks Mirny             | Bob Bryan Mike Bryan                 | 6:4, 6:4                    |
| Zwycięzca     | 79. | 17 czerwca 2012      | Londyn (Queen’s)           | Trawiasta       | Maks Mirny             | Bob Bryan Mike Bryan                 | 6:3, 6:4                    |
| Zwycięzca     | 80. | 28 października 2012 | Bazylea                    | Twarda (hala)   | Nenad Zimonjić         | Treat Huey Dominic Inglot            | 7:5, 6:7(4), 10–5           |
| Finalista     | 52. | 28 kwietnia 2013     | Barcelona                  | Ceglana         | Robert Lindstedt       | Alexander Peya Bruno Soares          | 7:5, 6:7(7), 4–10           |
| Zwycięzca     | 81. | 24 sierpnia 2013     | Winston-Salem              | Twarda          | Leander Paes           | Treat Huey Dominic Inglot            | 7:6(10), 7:5                |
| Finalista     | 53. | 20 października 2013 | Wiedeń                     | Twarda (hala)   | Julian Knowle          | Florin Mergea Lukáš Rosol            | 5:7, 4:6                    |
| Zwycięzca     | 82. | 5 stycznia 2014      | Brisbane                   | Twarda          | Mariusz Fyrstenberg    | Juan Sebastián Cabal Robert Farah    | 6:7(4), 6:4, 10–7           |
| Zwycięzca     | 83. | 11 stycznia 2014     | Sydney                     | Twarda          | Nenad Zimonjić         | Rohan Bopanna Aisam-ul-Haq Qureshi   | 7:6(3), 7:6(3)              |
| Finalista     | 54. | 1 marca 2014         | Dubaj                      | Twarda          | Nenad Zimonjić         | Rohan Bopanna Aisam-ul-Haq Qureshi   | 4:6, 3:6                    |
| Finalista     | 55. | 27 kwietnia 2014     | Barcelona                  | Ceglana         | Nenad Zimonjić         | Jesse Huta Galung Stéphane Robert    | 3:6, 3:6                    |
| Zwycięzca     | 84. | 11 maja 2014         | Madryt                     | Ceglana         | Nenad Zimonjić         | Bob Bryan Mike Bryan                 | 6:4, 6:2                    |
| Zwycięzca     | 85. | 18 maja 2014         | Rzym                       | Ceglana         | Nenad Zimonjić         | Robin Haase Feliciano López          | 6:4, 7:6(2)                 |
| Zwycięzca     | 86. | 17 stycznia 2015     | Sydney                     | Twarda          | Rohan Bopanna          | Jean-Julien Rojer Horia Tecău        | 6:4, 7:6(5)                 |
| Zwycięzca     | 87. | 28 lutego 2015       | Dubaj                      | Twarda          | Rohan Bopanna          | Aisam-ul-Haq Qureshi Nenad Zimonjić  | 6:4, 6:1                    |
| Finalista     | 56. | 16 sierpnia 2015     | Montreal                   | Twarda          | Édouard Roger-Vasselin | Bob Bryan Mike Bryan                 | 6:7(5), 6:3, 6–10           |
| Zwycięzca     | 88. | 23 sierpnia 2015     | Cincinnati                 | Twarda          | Édouard Roger-Vasselin | Marcin Matkowski Nenad Zimonjić      | 6:2, 6:2                    |
| Finalista     | 57. | 11 października 2015 | Pekin                      | Twarda          | Édouard Roger-Vasselin | Vasek Pospisil Jack Sock             | 6:3, 3:6, 6–10              |
| Finalista     | 58. | 30 stycznia 2016     | Australian Open, Melbourne | Twarda          | Radek Štěpánek         | Jamie Murray Bruno Soares            | 6:2, 4:6, 5:7               |
| Zwycięzca     | 89. | 25 czerwca 2016      | Nottingham                 | Trawiasta       | Dominic Inglot         | Ivan Dodig Marcelo Melo              | 7:5, 7:6(4)                 |
| Finalista     | 59. | 17 lipca 2016        | Hamburg                    | Ceglana         | Aisam-ul-Haq Qureshi   | Henri Kontinen John Peers            | 5:7, 3:6                    |
| Zwycięzca     | 90. | 24 lipca 2016        | Waszyngton                 | Twarda          | Édouard Roger-Vasselin | Łukasz Kubot Alexander Peya          | 7:6(3), 7:6(4)              |
| Zwycięzca     | 91. | 23 października 2016 | Antwerpia                  | Twarda (hala)   | Édouard Roger-Vasselin | Pierre-Hugues Herbert Nicolas Mahut  | 6:4, 6:4                    |
| Finalista     | 60. | 12 lutego 2017       | Montpellier                | Twarda (hala)   | Fabrice Martin         | Alexander Zverev Mischa Zverev       | 4:6, 7:6(3), 7–10           |